# Claude Giroux
Claude Giroux (Hearst, 12 gennaio 1988) è un hockeista su ghiaccio canadese professionista, che gioca nel ruolo di centro. Dalla stagione 2007-2008 gioca per i Philadelphia Flyers, di cui è il capitano.

## Carriera
Con la squadra della Pennsylvania è stato campione della Eastern Conference nel 2010, salvo poi perdere la finale di Stanley Cup per 4-2 con i Chicago Blackhawks. È stato convocato due volte all'All-Star Game (2011 e 2012), ed è stato cover athlete del videogioco di hockey NHL 13.
Durante il lock-out della NHL, Claude giocò nel campionato tedesco Deutsche Eishockey Liga, con gli Eisbären Berlin

## Statistiche

### Regular season e playoffs
| 2003–04      | Cumberland Barons     | ODMHA        | 39  | 31  | 28  | 59  | —  | 28  | —  | —  | —  | —  | —  | —  |
| 2004–05      | Cumberland Grads      | CJHL         | 48  | 13  | 27  | 40  | —  | 30  | —  | —  | —  | —  | —  | —  |
| 2005–06      | Gatineau Olympiques   | QMJHL        | 69  | 39  | 64  | 103 | 30 | 64  | 17 | 5  | 15 | 20 | −3 | 24 |
| 2006–07      | Gatineau Olympiques   | QMJHL        | 63  | 48  | 64  | 112 | 12 | 49  | 5  | 2  | 5  | 7  | 0  | 2  |
| 2006–07      | Philadelphia Phantoms | AHL          | 5   | 1   | 1   | 2   | −2 | 6   | —  | —  | —  | —  | —  | —  |
| 2007–08      | Gatineau Olympiques   | QMJHL        | 55  | 38  | 68  | 106 | 40 | 37  | 19 | 17 | 34 | 51 | 33 | 6  |
| 2007–08      | Gatineau Olympiques   | M-Cup        | —   | —   | —   | —   | —  | —   | 3  | 1  | 1  | 2  | 0  | 2  |
| 2007–08      | Philadelphia Flyers   | NHL          | 2   | 0   | 0   | 0   | −2 | 0   | —  | —  | —  | —  | —  | —  |
| 2008–09      | Philadelphia Phantoms | AHL          | 33  | 17  | 17  | 34  | 5  | 22  | —  | —  | —  | —  | —  | —  |
| 2008–09      | Philadelphia Flyers   | NHL          | 42  | 9   | 18  | 27  | 10 | 14  | 6  | 2  | 3  | 5  | 2  | 6  |
| 2009–10      | Philadelphia Flyers   | NHL          | 82  | 16  | 31  | 47  | −9 | 23  | 23 | 10 | 11 | 21 | 7  | 4  |
| 2010–11      | Philadelphia Flyers   | NHL          | 82  | 25  | 51  | 76  | 20 | 47  | 11 | 1  | 11 | 12 | 2  | 8  |
| 2011–12      | Philadelphia Flyers   | NHL          | 77  | 28  | 65  | 93  | 6  | 29  | 10 | 8  | 9  | 17 | 2  | 13 |
| 2012–13      | Eisbären Berlin       | DEL          | 9   | 4   | 15  | 19  | 7  | 6   | —  | —  | —  | —  | —  | —  |
| 2012–13      | Philadelphia Flyers   | NHL          | 48  | 13  | 35  | 48  | −7 | 22  | —  | —  | —  | —  | —  | —  |
| NHL totals   | NHL totals            | NHL totals   | 333 | 91  | 200 | 291 | 18 | 135 | 50 | 21 | 34 | 55 | 13 | 31 |
| AHL totals   | AHL totals            | AHL totals   | 38  | 18  | 18  | 36  | 3  | 28  | —  | —  | —  | —  | —  | —  |
| QMJHL totals | QMJHL totals          | QMJHL totals | 187 | 125 | 196 | 321 | 82 | 150 | 41 | 24 | 54 | 78 | 30 | 32 |

## Palmarès

### QMJHL
- Played in the 2005–06 CHL Top Prospects Game
- QMJHL Rookie of the Month – December 2005 and March 2006
- 2005–06 QMJHL All-Rookie Team
- QMJHL Offensive Player of the Month – September 2006
- 2008 President's Cup (QMJHL playoff champion) with Gatineau Olympiques
- 2008 Guy Lafleur Trophy (QMJHL playoff MVP)
- 2007–08 QMJHL First All-Star Team
- 2007–08 Canadian Major Junior First All-Star Team

### AHL
- AHL Rookie of the Month December 2008

### NHL
- 2010 Prince of Wales Trophy with the Philadelphia Flyers
- Played in the NHL All-Star Game in 2011 and 2012

### Other
- 2012 recipient of the John Wannamaker Athletic Award, an award presented by the Philadelphia Sports Congress (PSC), in recognition of his contributions to the Flyers during the 2011–12 season
- Voted in as the cover athlete for EA Sports' NHL 13 video game